# Stefano Arduini
Stefano Arduini (Pésaro, 4 de dezembro de 1956) é um linguista italiano, estudioso de retórica e tradução.  
È Professor Catedratico de Linguistica na Universidade Link Campus de Roma , sendo diretor do Mestrado para Profissionais da Editoria. É professor de Teoria da tradução na Universidade de Urbino e Presidente da Fundação Unicampus San Pellegrino  em Misano Adriatico (RN). É Assessor Sênior no Nida Institute for Biblical Scholarship e co-diretor da Nida School of Translation Studies . 
É professor honorário na Universiade Nacional Maior de São Marcos em Lima, Peru, desde 2005. Foi Professor Visitante na Universidade de Alicante e na Universidade Autônoma de Madri, na Espanha.
Foi entre os fundadores, e ainda é membro, do Editorial Board of Translation, revista de estudos sobre tradução. Faz parte também da equipe de redação das revistas Hermeneus (Universidade de Valladolid, Espanha) e Tonos, Revista de Estudos Filológicos (Universidade de Murcia, Espanha). Além disso, faz parte do Comitê Consultivo da coleção Quintiliano, Retórica y Comunciación (Universidade da Rioja, Espanha). 

## Publicações
Como autor:
- Sulla conversazione. Una prospettiva integrata di analisi linguistica, Pesaro, Flaminia, 1988.
- Linguistica e scienze del linguaggio,·Pesaro, Nobili, 1989. ISBN 88-85162-00-2.
- Il ritorno del testo. Note sulla "Gramatica de la lengua castellana" di Elio Antonio de Nebrija, Pesaro, Nobili, 1990.
- Retorica e traduzione, Rimini, Università degli Studi di Urbino, 1996.
- (ES) Prolegómenos a una teoría general de las figuras, Murcia, Universidad de Murcia, 2000. ISBN 84-8371-187-7.
- La ragione retorica. Sette studi, Rimini, Guaraldi, 2004. ISBN 88-8049-296-9.
- Manuale di traduzione. Teorie e figure professionali (con Ubaldo Stecconi), Roma, Carocci, 2007. ISBN 978-88-430-3968-5.
- Che cos'è la linguistica cognitiva (con Roberta Fabbri), Roma, Carocci, 2008. ISBN 978-88-430-4716-1.
- Dizionario di retorica, con Matteo Damiani, Covilhã, Livros LabCom, 2010. ISBN 978-989-654-035-7.
- “Translation”, in Andrea Rocci, Louis de Saussure (Rds.) Verbal Communication, Berlin/Boston, De Gruyter 2016: 413-428.

Como editor:
- Traduzione e riscrittura (atti dell'omonimo convegno internazionale tenuto a Misano Adriatico il 17-19 settembre 1992), Rimini, Koiné, 1993.
- (EN) Translation  and Rewriting, Rimini, Koiné, 1994.
- (EN) Translating Divine Truth – The Translation of Religious Texts, Rimini, Koiné, 1996.
- (EN) Similarity and difference in translation (atti dell'International conference on similarity and translation tenuta alla Bible House di New York il 31 maggio e 1º giugno 2001; con Robert Hodgson Junior), Rimini, Guaraldi, 2004. ISBN 88-8049-228-4. 2ª ed.:     Roma, Edizioni di storia e letteratura, 2007. ISBN  978-88-8498-374-9 (il testo è parzialmente consultabile anche su Google Libri).
- (EN) Metaphors, Roma, Edizioni di storia e letteratura, 2007. ISBN  978-88-8498-377-0.
- Le giornate della traduzione letteraria (interventi presentati alle edizioni dal 2003 al 2007 degli omonimi convegni all'Università degli Studi di Urbino; con Ilide Carmignani), Roma, Iacobelli, 2008.
- Le giornate  della traduzione letteraria. Nuovi contributi (interventi presentati alle edizioni 2008 e 2009 degli omonimi convegni all'Università degli Studi di Urbino; con Ilide Carmignani), Roma, Iacobelli, 2010.
- (EN) Paradoxes,     Roma, Edizioni di storia e letteratura, 2011. ISBN     978-88-6372-309-0.
- Giornate della     traduzione letteraria 2010-2011 (interventi presentati alle     edizioni 2010 e 2011 degli omonimi convegni all'Università degli Studi di     Urbino; con Ilide Carmignani), Roma, Voland, 2012. ISBN     978-88-6243-131-6.

## Ligações Externas
Universidade Link Campus de Roma
Fundação Unicampus San Pellegrino 
Nida School of Translation Studies .